# Wilhelm Schepmann

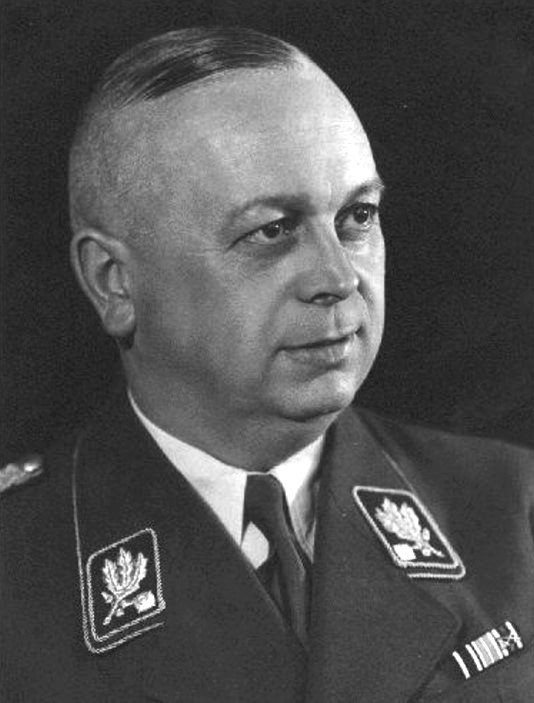
Wilhelm Schepmann, hier SA-Obergruppenführer

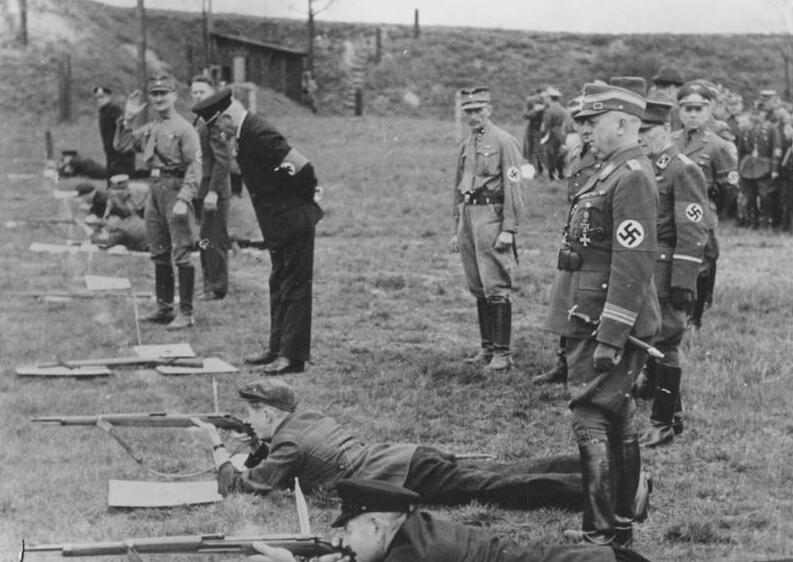
„Stabschef der SA“ und „Inspekteur für die Schießausbildung des deutschen Volkssturms“ Schepmann (ganz vorne stehend) beim „Wehrschießen“ des Volkssturms

Wilhelm Schepmann (* 17. Juni 1894 in Baak; † 26. Juli 1970 in Gifhorn) war von 1943 bis 1945 der letzte Stabschef der SA.

## Leben
Nach dem Besuch des Gymnasiums absolvierte Schepmann das Lehrerseminar und arbeitete im Anschluss als Volksschullehrer in Hattingen. Er nahm von 1914 bis 1918 als Soldat des Westfälischen Jäger-Bataillons Nr. 7 am Ersten Weltkrieg teil und wurde an der West- und Ostfront eingesetzt. Während des Krieges war er zunächst Kompanieführer im Rang eines Leutnants der Reserve, dann Bataillons-Adjutant und schließlich Gerichtsoffizier. In den Kriegsjahren wurde er dreimal verwundet, davon zweimal schwer.
Schepmann trat 1925 in die NSDAP (Mitgliedsnummer 26.762) ein. Er organisierte zusammen mit Viktor Lutze den Aufbau der SA im Ruhrgebiet; bereits 1928 war er Parteiredner. Gleichzeitig arbeitete er als NSDAP-Stadtverordneter und als SA-Führer in Hattingen und trug wesentlich dazu bei, die Stadt zu einer der Hochburgen der Nationalsozialisten im Ruhrgebiet zu machen. Von 1932 bis 1933 war Schepmann Mitglied des Preußischen Landtages und ab November 1933 Mitglied des Reichstages.
Bereits 1931 war Schepmann aus dem Schuldienst ausgetreten; er arbeitete hauptberuflich als Führer der SA-Untergruppe Westfalen-Süd im Rang eines SA-Oberführers. Ab November 1932 übernahm er die Führung der SA-Gruppe Westfalen. Im Februar 1933 wurde er zum Polizeipräsidenten von Dortmund ernannt. Am 1. April 1934 erfolgte seine Ernennung zum Führer der SA-Gruppe X (Niederrhein und Westfalen). In der Folge des sogenannten Röhm-Putsches übernahm Schepmann ab November 1934 die Führung der SA-Gruppe in Sachsen.
Schepmann wurde im März 1936 kommissarisch mit der Verwaltung der Stelle des Kreishauptmanns der Kreishauptmannschaft Dresden-Bautzen beauftragt und erhielt mit Wirkung vom 1. Juni 1936 die Ernennung zum Kreishauptmann. 1939 wurde die Kreishauptmannschaft in Regierungsbezirk umbenannt. Sodann übte Schepmann bis August 1943 die Funktion als Regierungspräsident des Regierungsbezirkes Dresden-Bautzen aus.
Nach dem Unfalltod von Viktor Lutze am 2. Mai 1943 übernahm Max Jüttner kommissarisch das Amt des SA-Stabschefs. Schepmann wurde am 18. August 1943 zunächst mit der Führung der Geschäfte des Stabschefs der SA beauftragt. Die endgültige Ernennung erfolgte am 8. November 1943; diese Funktion hatte er bis zum Kriegsende inne.
Noch in den letzten Kriegsmonaten engagierte er sich aktiv für den Endsieg im Sinne der NS-Propaganda.
Nach Kriegsende lebte Schepmann unter falschem Namen („Schumacher“) in Gifhorn und arbeitete als Materialverwalter im dortigen Kreiskrankenhaus. Zu Tarnzwecken trat er der SPD bei. Im April 1949 wurde er schließlich erkannt, vom britischen Secret Intelligence Service verhaftet und Ende Juni 1950 vor einem Dortmunder Schwurgericht angeklagt. Als Dortmunder Polizeipräsident sollte Schepmann die Redaktion der Tageszeitung Der Generalanzeiger dazu genötigt zu haben, ihre gegen den Nationalsozialismus gerichtete Arbeit einzustellen. Er wurde zu neun Monaten Gefängnis verurteilt, ging in Berufung und wurde 1954 freigesprochen. Im Entnazifizierungsverfahren wurde er  im April 1952 als unbelastet (Kategorie V) eingestuft.
Schepmann wollte wieder als Lehrer arbeiten, dies verweigerte jedoch das niedersächsische Kultusministerium.
1952 wurde Schepmann über die BHE-Liste im Landkreis Gifhorn in den Kreistag und in die Gemeindevertretung gewählt. 1956 wurde er ehrenamtlicher stellvertretender Bürgermeister von Gifhorn. Seine Wiederwahl 1961 erregte jedoch öffentlichen Anstoß, woraufhin Schepmann von seinem Amt zurücktrat.

## Ehrungen
- 5. Februar 1938 Ehrenbürger von Kurort Oberwiesenthal